# Associació Polonesa de Futbol
L'Associació Polonesa de Futbol (en polonès: Polski Związek Piłki Nożnej (PZPN)) és la institució que regeix el futbol a Polònia. Agrupa tots els clubs de futbol del país i es fa càrrec de l'organització de la Lliga polonesa de futbol i la Copa. També és titular de la Selecció de futbol de Polònia absoluta i les de les altres categories. Té la seu a Varsòvia.
Va ser formada el 1919. El 1911 s'havia creat a Lviv la Unió Polonesa de Futbol (PFU) depenent de la Unió Austríaca de Futbol.
- Afiliació a la FIFA: 1923
- Afiliació a la UEFA: 1955